# 차주완
차주완(1999년 5월 6일 ~ )은 대한민국의 모델이자 배우이다.

## 드라마
- 2021년 ~ 2022년 KBS2 월화 미니시리즈 《학교 2021》
- 2024년 8부작 수요 웹 드라마 《연애지상주의 구역》

## 공연
- 2024년 공연 《2024 연애 지상주의 구역 외전》

## 영화
- 2024년 영화 《빅토리》 ... 천진탁 역